# Homer (Míchigan)
Homer es una villa ubicada en el condado de Calhoun en el estado estadounidense de Míchigan. En el Censo de 2010 tenía una población de 1668 habitantes y una densidad poblacional de 446,61 personas por km².

## Geografía
Homer se encuentra ubicada en las coordenadas 42°8′47″N 84°48′35″O / 42.14639, -84.80972. Según la Oficina del Censo de los Estados Unidos, Homer tiene una superficie total de 3.73 km², de la cual 3.61 km² corresponden a tierra firme y (3.26%) 0.12 km² es agua.

## Demografía
Según el censo de 2010, había 1668 personas residiendo en Homer. La densidad de población era de 446,61 hab./km². De los 1668 habitantes, Homer estaba compuesto por el 97.66% blancos, el 0.3% eran afroamericanos, el 0.42% eran amerindios, el 0.36% eran asiáticos, el 0% eran isleños del Pacífico, el 0.54% eran de otras razas y el 0.72% pertenecían a dos o más razas. Del total de la población el 2.82% eran hispanos o latinos de cualquier raza.